# 減敬
減敬（げんきょう、生没年不詳）は、戦国時代後期の医師とされる人物。滅敬（めっけい）とする記述もある。

## 人物・逸話
『三河物語』によると、徳川家康の嫡男信康の正妻徳姫が実父織田信長に十二箇条の文を送っているが、『三河後風土記』によれば、その中に築山殿（家康の正妻、信康の母）が甲州浪人医師減敬と密会し、これを使者として武田勝頼のもとへ送って、信康が甲州方に味方するとした旨の条がある。その他の条も合わせ、この十二箇条の内容により、信長は家康に築山殿と信康の殺害を命じたとされる。だが、『三河後風土記』には偽書説があり、近年では築山殿の殺害と信康の切腹は信長の命ではなく家康と信康の対立が原因とする説も出されている。
しかし、より信頼性の高い史料とされる『岡崎東泉記』でも、天正3年（1575年）に信康の家臣大岡弥四郎らが勝頼に内通して謀反を企んだことが発覚した際に、勝頼に懐柔された甲斐国の口寄せ巫女や築山殿の屋敷に出入りしていた西慶という唐人医を通じて築山殿もこの謀反計画に加担していたと記されている。

## 関連作品
小説
山岡荘八の『徳川家康』や大仏次郎の『築山殿始末』のように、初めから武田方の間者で、築山殿と信康をもって家康に謀反させるよう策謀したように描かれているものもある、山田風太郎の『信玄忍法帖』にいたっては、武田家の忍者小笠原幻夜斎が、山本勘助の命により減敬を名乗って今川家に入り、築山殿の輿入れに従って松平家に潜入したことになっている。
映画
- 『反逆児』（1961年、東映、演：河野秋武）

テレビドラマ
- 『徳川家康』（1964年、NET、演：鶴見丈二）
- 『徳川家康』（1983年、NHK、演：津村 隆）
- 『戦国最後の勝利者!徳川家康』（1992年、テレビ朝日、演：勝部演之）
- 『織田信長』（1994年、テレビ東京、演：深江章喜）
- 『徳川の女』（1997年、テレビ東京、演：大門正明）
- 『どうする家康』（2023年、NHK大河ドラマ、演 - 田辺誠一）※穴山梅雪の変装であるという設定

舞台
- 『反逆児』（1964年、歌舞伎座、演：河原崎権十郎 (3代目)[1]/1968年、新歌舞伎座、演：坂東好太郎[2]/1971年、歌舞伎座、演：西村晃[3]/1973年、御園座、演：中村時之助/1980年、歌舞伎座、演：御木本伸介[4]/1988年、梅田コマ劇場、演：安井昌二/1993年、新歌舞伎座、演：遠藤太津朗/2009年、大阪松竹座、演：ヒロシ）
- 『築山殿始末』（1953年、歌舞伎座・大阪歌舞伎座演：坂東彦三郎 (7代目)[5][6]/1982年、新橋演舞場、演：北村和夫[7]/1985年、歌舞伎座、演：河原崎権十郎 (3代目)[8]/1993年、新橋演舞場、演：加藤武[9]/2001年、新橋演舞場、演：市川團蔵 (9代目)[10]）
- 『戰國の人々』（1971年、国立劇場（大劇場）、演：市村竹之丞 (6代目)[11]）
- 『徳川家康』（1964年、歌舞伎座、演：河原崎権十郎 (3代目)[12]/1983年、歌舞伎座、演：松本錦吾 (3代目)[13]）